# Crisi degli Stretti turchi
La crisi degli Stretti turchi fu un conflitto territoriale durante la guerra fredda tra l'Unione Sovietica e la Turchia. La Turchia era rimasta ufficialmente neutrale per gran parte della seconda guerra mondiale. Quando la guerra finì, la Turchia subì pressioni dal governo sovietico per consentire alle navi sovietiche di fluire liberamente attraverso gli Stretti turchi, che collegavano il Mar Nero al Mediterraneo. A causa del rifiuto del governo turco della richiesta dell'Unione Sovietica, sorsero tensioni nella regione che portarono a una dimostrazione della forza navale sovietica. L'incidente sarebbe poi servito come un fattore decisivo nell'emissione della Dottrina Truman. Al culmine, le tensioni portarono la Turchia a rivolgersi agli Stati Uniti per la protezione attraverso l'adesione alla NATO.

## Contesto

### Importanza degli Stretti
Le due porte tra il Mar Nero e il Mediterraneo, i Dardanelli e il Bosforo, erano importanti vie commerciali dal Mar Nero verso i porti di tutto il mondo per la Turchia e gli altri suoi vicini del Mar Nero: l'URSS, la Repubblica Socialista di Romania e la Repubblica Popolare di Bulgaria, che erano militarmente allineati tra loro. Gli Stretti servivano anche come una componente importante della strategia militare: chiunque esercitasse il controllo del traffico marittimo attraverso gli Stretti poteva usarli come punto di uscita o di ingresso per le forze navali per attraversare verso o dal Mar Nero e impedire alle potenze rivali di poterlo fare.

### Contesto politico
Il conflitto ha le sue radici nelle relazioni sovietico-turche, sia appena prima che durante la seconda guerra mondiale. Fino alla seconda metà degli anni '30, le relazioni sovietico-turche furono in qualche modo fraterne. Le precedenti due incarnazioni statali precedenti, il Governo turco della Grande Assemblea nazionale e la Russia bolscevica, avevano promesso di cooperare reciprocamente nel Trattato di Mosca.
La Convenzione di Montreux sul regime degli Stretti fu convocata nel 1936, con i governi di Australia, Bulgaria, Francia, Germania, Grecia, Giappone, Unione Sovietica, Turchia, Regno Unito e Jugoslavia rappresentati, per determinare sia la politica militare che quella normativa per gli Stretti turchi. Era l'ultima di numerose trattative riguardanti i due bacini marini. I trattati e le conferenze precedenti avevano avuto luogo negli anni tra il XIX e il XX secolo e la questione era stata ravvivata nuovamente con l'ascesa dell'Italia fascista e le sue politiche espansionistiche, e con il timore che la Bulgaria si assumesse la responsabilità di rimilitarizzare gli Stretti. Alla firma del trattato, il 20 luglio 1936, fu permesso alla Turchia di militarizzare e regolare gli Stretti. Il trattato vietava espressamente l'attraversamento degli Stretti da parte di navi non appartenenti a nessuno degli Stati del Mar Nero.
Per tutta la fine degli anni '30 e fino agli anni '40, Stalin sfidò ripetutamente gli accordi raggiunti dalla convenzione del 1936, chiedendo già nel 1939 un accordo alternativo. Propose il controllo congiunto turco e sovietico degli Stretti. Alla firma del patto Molotov-Ribbentrop con la Germania nazista, il ministro degli Esteri sovietico Vjačeslav Molotov informò i suoi colleghi tedeschi del desiderio del suo Paese di prendere con la forza il controllo degli Stretti e stabilire una base militare nelle loro vicinanze.

### Disputa di confine

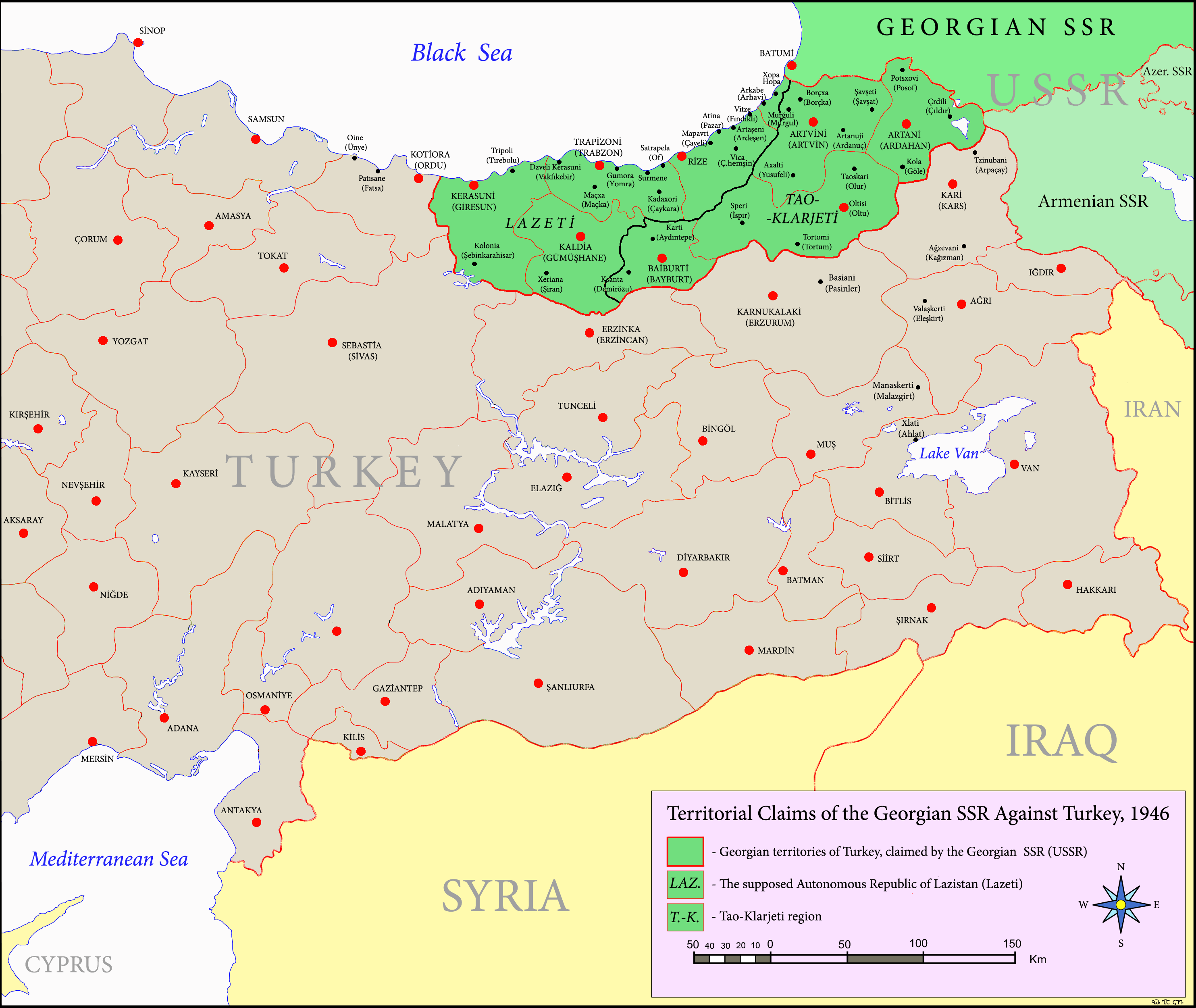
Mappa che mostra il territorio turco rivendicato dalla Repubblica Socialista Sovietica Georgiana nel 1946.

L'Unione Sovietica desiderava che il confine turco-URSS fosse normalizzato in modo vantaggioso per le RSS Armena e Georgiana. Il vice premier Lavrentij Berija affermò a Stalin che una striscia di territorio controllato dai turchi che si estendeva a sud-ovest dalla Georgia a Giresun (incluso il Lazistan) era stata rubata ai georgiani dai turchi sotto l'Impero ottomano. Se il nuovo confine di Beria fosse stato concordato dal governo turco, l'influenza sovietica sul Mar Nero e sul Medio Oriente sarebbe aumentata e, nel processo, sarebbe diminuita l'influenza dell'Impero britannico in quest'ultima regione. L'argomento fu ritirato, insieme alle riserve sovietiche sul regime degli Stretti, nel maggio 1953.

## La crisi

### Escalation
Le tensioni tra l'URSS e la Turchia crebbero sul permesso della Turchia di navi militari non appartenenti alle potenze del Mar Nero, comprese quelle della Germania nazista e dell'Italia fascista, con equipaggi civili di poter attraversare gli Stretti durante la seconda guerra mondiale. Dopo la sconfitta alleata della Germania nazista, i sovietici tornarono sulla questione nel 1945 e nel 1946. Per tutto il 1946, i diplomatici americani e turchi conversarono spesso sulla questione. La visita del 6 aprile 1946 della corazzata americana USS Missouri fece arrabbiare ulteriormente i sovietici. La nave era arrivata nella regione con la spiegazione che stava consegnando l'urna mortuaria del defunto ambasciatore turco, un'affermazione che era stata respinta dai sovietici come una coincidenza.

### Nota sovietica alla Turchia
Il 7 agosto 1946, i sovietici presentarono una nota al ministero degli Esteri turco in cui si affermava che il modo in cui la Turchia gestiva gli Stretti non rappresentava più gli interessi di sicurezza delle sue alleate nazionali del Mar Nero. Ciò attirò l'attenzione sulle occasioni in cui navi da guerra italiane e tedesche avevano attraversato gli Stretti senza conflitti (le navi tedesche furono arrestate dalle forze turche solo dopo che il Paese dichiarò guerra alla Germania il 23 febbraio 1945). La nota concludeva che il regime degli Stretti non era più affidabile e chiedeva che la Convenzione di Montreux fosse riesaminata e riscritta in una nuova conferenza internazionale.

### La posizione degli Stati Uniti
Quando la questione venne sollevata alla Conferenza di Potsdam, il Presidente degli Stati Uniti, Harry S. Truman, affermò che la questione degli Stretti fosse una questione di politica interna riguardante la Turchia e l'URSS e che sarebbe dovuta essere risolta dalle due parti coinvolte. Poiché la discussione si accese nei giorni precedenti a Potsdam, gli Stati Uniti decisero fermamente di non volere che gli Stretti cadessero nelle mani dei sovietici, poiché ciò avrebbe fornito loro un'importante porta strategica tra il Mar Nero e il Mediterraneo e avrebbe forse portato a una Turchia comunista. In un telegramma segreto inviato ai diplomatici a Parigi il sottosegretario di Stato americano Dean Acheson spiegò la posizione americana sulla questione.
(Dean Acheson
Telegramma al Segretario di Stato a Parigi – 8 agosto 1946)
Il 20 agosto 1946, il sottosegretario Acheson incontrò quindici giornalisti per spiegare l'urgenza della situazione e far conoscere le opinioni del governo degli Stati Uniti.

### Sostegno occidentale alla Turchia e de-escalation
Nell'estate e nell'autunno del 1946, l'Unione Sovietica aumentò la sua presenza navale nel Mar Nero, facendo eseguire manovre alle navi sovietiche vicino alle coste turche. Un numero consistente di truppe di terra fu inviato nei Balcani. Cedendosi sotto la crescente pressione dei sovietici, nel giro di pochi giorni la Turchia fece appello agli Stati Uniti per chiedere aiuto. Dopo aver consultato la sua amministrazione, il presidente Truman inviò una task force navale in Turchia. Il 9 ottobre 1946, i rispettivi governi degli Stati Uniti e del Regno Unito riaffermarono il loro sostegno alla Turchia. Il 26 ottobre, l'Unione Sovietica ritirò la sua richiesta specifica per un nuovo vertice sul controllo degli Stretti turchi (ma non le sue opinioni) e poco dopo ritirò la maggior parte delle forze militari intimidatorie dalla regione. La Turchia abbandonò la sua politica neutrale e accettò USD $ 100 milioni in aiuti economici e di difesa dagli Stati Uniti nel 1947 nell'ambito del piano della Dottrina Truman di cessare la diffusione dell'influenza sovietica in Turchia e in Grecia. Le due suddette nazioni aderirono alla NATO nel 1952.

### Continuazione del dibattito (1947-1953)
Il governo turco nominò un nuovo ambasciatore a Mosca, Faik Akdur, nel novembre 1946. Il presidente turco İnönü incaricò Akdur di concentrarsi esclusivamente sull'ulteriore sviluppo delle relazioni con l'Unione Sovietica. Ad Akdur era anche specificamente proibito di impegnarsi in colloqui riguardanti gli Stretti qualora si fossero verificati.
Gli Stati Uniti proposero di tenere una conferenza internazionale per decidere una volta per tutte il destino dei Dardanelli e del Bosforo. L'allora ambasciatore sovietico in Turchia, Sergei Vinogradov, rispose sotto forma di un memorandum inviato alla capitale sovietica il 10 dicembre 1946, affermando che una conferenza tenuta in un clima simile a quello descritto dagli Stati Uniti era inaccettabile, in quanto l'Unione Sovietica era certa di essere messa in minoranza. Predisse che, invece di un cambio di regime, che era l'obiettivo fermo e immortale del Ministero degli Esteri sovietico, la corrente infrastruttura con cui erano regolati gli Stretti sarebbe sopravvissuta, anche se con alcuni cambiamenti.
L'ambasciatore sovietico in Turchia durante il primo anno e mezzo della crisi, Sergej Vinogradov, fu sostituito dal Politburo sovietico nel 1948. Con il suo successore, Aleksandr Lavrišev, arrivò una serie di istruzioni dal ministero degli Esteri sovietico che si sarebbe rivelato come l'ultimo importante documento sovietico sugli Stretti.
(Ministro degli Esteri sovietico - Punto #4 delle "Istruzioni per l'Ambasciatore in Turchia" – 29 marzo 1948)
Dopo la morte di Iosif Stalin, la motivazione alla base di un cambio di regime decadde all'interno del governo sovietico e il 30 maggio 1953 il ministro degli Esteri sovietico Molotov rinnegò le rivendicazioni sovietiche sul Bosforo e sui Dardanelli, così come le altre dispute territoriali lungo il confine turco-armeno-georgiano.

## Conseguenze
Dopo aver realizzato che il clima internazionale avrebbe reso difficile in generale il controllo diplomatico sugli Stretti e sulla Turchia, l'Unione Sovietica compì passi verso il disgelo delle relazioni con il Paese in un ultimo disperato tentativo di avere un pezzo del Medio Oriente sotto la sua ala. Quando la Turchia si unì alla NATO nel 1952 allineandosi all'Occidente, queste speranze furono deluse. La Convenzione di Montreux del 1936, con revisioni, è ancora in vigore ai giorni nostri tra gli Stati successori dell'URSS e la Turchia.